# Weinbau in Namibia

Weinbau in Namibia um 1910

Der Weinbau in Namibia unterscheidet sich durch zwei historische Phasen.
1894 begannen die ersten katholischen Priester mit dem Weinanbau in Teilen von Klein Windhoek Am Weinberg. 1978 wurde dieser Anbau eingestellt. Der kommerzielle Weinbau begann 1990. Er nimmt derzeit (Stand Juni 2016) eine untergeordnete, aber wachsende wirtschaftliche Rolle ein.
Namibia zählt aufgrund der klimatischen Extrembedingungen zu den kleinsten Weinbaugebieten der Erde.
Drei der Weingüter (Kristall, Neuras, Thonningii) sind in der 2013 gegründeten Namibian Wine Growers Association gebündelt und vermarkten sich gemeinsam als Namibia's Wine Route - Between 2 Deserts.

## Klima und Geographie
Die Weinbaugebiete Namibias liegen zwischen dem 21. und 28. südlichen Breitengrad. Sie gelten als trockenste Weinbaugebiete der Erde. Hier herrscht ein arides Klima mit großen jahres- und tageszeitlichen Schwankungen vor. In den Sommermonaten werden häufig mehr als 40 °C erreicht, während in den Wintermonaten mit Bodenfrost gerechnet werden muss. Aufgrund des generellen Wassermangels sind die Anbaugebiete entlang von Rivieren oder Quellen angelegt. Die Weinlese findet zwischen Januar und März statt.

## Herkunftsgebiete und Weingüter
In Namibia werden die wenigen Weinanbaugebiete nicht offiziell in Herkunftsgebiete untergliedert. Dennoch lassen sich drei Gebiete abgrenzen. Der gesamte Weinbau in Namibia erstreckt sich über eine kommerzielle Rebfläche von nur etwa 12 Hektar. Es zählt damit zu den kleinsten unabhängigen Weinbaugebieten der Erde (zum Vergleich ist das Anbaugebiet in Deutschland etwa 105.000 Hektar und in Südafrika 136.000 Hektar groß).

### Omaruru
Das Weinbaugebiet von Omaruru ist das älteste Anbaugebiet Namibias und Heimat der ersten Kellerei des Landes. Die gesamte Rebfläche von etwa 2,8 Hektar ist Teil der Kristall Kellerei. 1990 wurde mit dem Anbau der Reben begonnen und fünf Jahre später die ersten Trauben geerntet. Es werden unter anderem die Rebsorten Tinta Barroca (etwa 160 Flaschen pro Jahr) und Colombard angebaut.
Die vergangene Produktion beträgt je nach Regenmenge zwischen 1700 Liter (2011) und 5000 Liter (2010), andere Quellen sprechen von bis zu 10.000 Flaschen pro Jahr. Nach Eigenaussage werden aktuell (Stand Februar 2014) etwa 4500 Flaschen abgefüllt.
Bis 2015 war eine Verdopplung der Rebfläche geplant. Mit Stand 2019 wird von einer Anbaufläche von 12,5 Hektar gesprochen. Mit Stand November 2020 wird auf 3,5 Hektar kultiviert.
Zudem werden Nappa (Tafeltrauben), Matisa (Kaktusfeige), Lumela (Orange) Granate (Granatapfel) gebrannt.
2015 hat mit der Erongo Mountain Winery ein neues Weingut am Omaruru-Rivier bei Omaruru seine Tore geöffnet. Hier befindet sich neben einer Schnapsbrennerei auch ein Anbaugebiet für unter anderem Cabernet Sauvignon und Shiraz. Zudem werden Trauben aus Südafrika importiert.

### Neuras
Auf der Farm Neuras am Rande der Naukluftberge bei Maltahöhe wurde 1997 mit der gleichnamigen Neuras Winery die zweite Kellerei Namibias mit eigenem Anbaugebiet eröffnet. Auf einer Fläche von derzeit (Stand Dezember 2014) etwa sechs Hektar werden die Rebsorten Shiraz und Merlot angebaut, seit 2010 auch Petit Verdot.
Jährlich werden etwa 3000 Flaschen gekeltert. Bis 2016 soll der Ausstoß auf 15.000 Flaschen pro Jahr gesteigert werden.[veraltet] Hierzu wurden die neuen Rebsorten Mourvèdre und Grenache angepflanzt.
Die Weine haben bereits internationale Bekanntheit erlangt.

### Otavi und Tsumeb
Bertus Boshoff begann 1998 mit dem experimentellen Anbau verschiedener Rebsorten (unter anderem Shiraz, Viognier, Cabernet Sauvignon und Pinotage) in den Otavibergen. Seine Anbaufläche galt – bis zur Verdopplung der Anbaufläche auf Neuras Ende 2013 – mit vier Hektar als größte des Landes, wobei ein Ausbau um weitere 1,3 Hektar geplant ist. Der Wein wird unter dem Namen „Thonningii“ (Thonningii Wynkelder) vertrieben. Derzeit (Stand 2012) werden 2500 bis 3000 Flaschen Shiraz pro Jahr abgefüllt.
2004 begann in unmittelbarer Nachbarschaft zu Thonningii auf Otavi Vineyards (Boshoff Family Wines) ebenfalls von Familie Boshoff der Anbau von Shiraz, Cabernet Sauvignon, Viognier, Mourvèdre, Tempranillo und Chardonnay durch die Familien Schulz und Evrad.
2015 hat die Tsumeb Winery mit dem Traubenanbau begonnen. Im Dezember 2018 wurde der erste Wein in Fässer abgefüllt und im Mai 2019 erstmals unter dem Namen Claudea in Flaschen abgefüllt. Es werden ausschließlich Chenin-Blanc-Trauben angebaut.

## Auszeichnungen
Erstmals gewann 2020 ein namibischer Wein eine internationale Auszeichnung bei den Michelangelo International Wine & Spirits Awards. Für Boshoff Family Wines gewann der Rote Katholische – The Red Catholic 2019, ein Blend, die Goldmedaille.